# João Pupo
João Francisco Matoso Anachorêta Pupo Correia é um cineasta português.

## Biografia
Licenciado em Cinema na área de Realização pela Escola Superior de Teatro e Cinema do Instituto Politécnico de Lisboa obteve o prémio Kodak Worldwide Student Program  em 2002.
Especialista em Audiovisuais e Produção dos Media, nas áreas de argumento e realização (ESAD.CR) e Mestre em Comunicação Aplicada - Estudos Avançados em Jornalismo (UAL).
Trabalhou como Director de Fotografia em curtas metragens e videoclips, como operador de câmara em documentários e assistente de imagem em curtas e longas metragens.
Leccionou na Escola Profissional Val do Rio, na Escola Profissional de Comunicação e Imagem, na Escola Secundária Artística António Arroio, na Universidade Católica Portuguesa e na Escola Superior de Artes e Design das Caldas da Rainha (ESAD.CR) - entre outras instituições dos diversos graus de ensino - disciplinas no domínio da Cinematografia, Fotografia, Argumento, Realização, etc. Foi argumentista na SP Televisão, onde colaborou em diversas séries de ficção premiadas.
É produtor, realizador e argumentista.
E o resto é história. 
“Quem quiser genealogia vá falar com a sua tia”.

## Cinema
- 2005 - Dar é Receber, a Missão dos Leigos em São Tomé e Príncipe
- 2006 - Ao Fundo do Túnel (Curta-Metragem) (Argumento e Realização)
- 2018 - Por Tua Testemunha

## Televisão
2008 - 2011:
- Pai à Força -  RTP1
- Perfeito Coração -  SIC
- Cidade Despida -  RTP1
- O Segredo de Miguel Zuzarte - RTP1
- A Família Mata -  SIC (Argumento)